# Badminton bei den ASEAN Para Games 2017
Badminton bei den ASEAN Para Games 2015 wurde vom 18. bis zum 22. September 2017 in der Axiata Arena in Kuala Lumpur gespielt.

## Medaillengewinner

### Herren
| Disziplin    | Gold                                 | Silber                                   | Bronze                                         |
| ------------ | ------------------------------------ | ---------------------------------------- | ---------------------------------------------- |
| Einzel SL3   | Ukun Rukaendi                        | Muhammad Zuhairi Abdul Malek             | Dwiyoko                                        |
| Einzel SL3   | Ukun Rukaendi                        | Muhammad Zuhairi Abdul Malek             | Maman Nurjaman                                 |
| Einzel SL4   | Hary Susanto                         | Chawarat Kittichokwattana                | Fredy Setiawan                                 |
| Einzel SL4   | Hary Susanto                         | Chawarat Kittichokwattana                | Bakri Omar                                     |
| Einzel SS6   | Didin Taresoh                        | Muhammad Naim Ahmad Halmi                | Bunthan Yaemmali                               |
| Einzel SU5   | Cheah Liek Hou                       | Suryo Nugroho                            | Dheva Anrimusthi                               |
| Einzel SU5   | Cheah Liek Hou                       | Suryo Nugroho                            | Tay Wei Ming                                   |
| Einzel WH1   | Jakarin Homhual                      | Muhammad Ikhwan Ramli                    | Anuwat Sriboran                                |
| Einzel WH1   | Jakarin Homhual                      | Muhammad Ikhwan Ramli                    | Chatchai Kornpeekanok                          |
| Einzel WH2   | Madzlan Saibon                       | Trương Ngọc Bình                         | Junthong Dumnern                               |
| Einzel WH2   | Madzlan Saibon                       | Trương Ngọc Bình                         | Aphichat Sumpradit                             |
| Doppel SL3/4 | Ukun Rukaendi Hary Susanto           | Dwiyoko Fredy Setiawan                   | Mohd Sibil Guri Bakri Omar                     |
| Doppel SL3/4 | Ukun Rukaendi Hary Susanto           | Dwiyoko Fredy Setiawan                   | Subpong Meepian Siripong Teamarrom             |
| Doppel SU5   | Dheva Anrimusthi Hafizh Briliansyah  | Suryo Nugroho Oddie Kurnia Dwi Listyanto | Cheah Liek Hou Hairul Fozi Saaba               |
| Doppel SU5   | Dheva Anrimusthi Hafizh Briliansyah  | Suryo Nugroho Oddie Kurnia Dwi Listyanto | Mohamad Faris Ahmad Azri Ahmad Effendi Razaman |
| Doppel WH1/2 | Muhammad Ikhwan Ramli Madzlan Saibon | Junthong Dumnern Jakarin Homhual         | Hoàng Mạnh Giang Trương Ngọc Bình              |
| Doppel WH1/2 | Muhammad Ikhwan Ramli Madzlan Saibon | Junthong Dumnern Jakarin Homhual         | Chatchai Kornpeekanok Aphichat Sumpradit       |

### Damen
| Disziplin      | Gold                                  | Silber                             | Bronze                                   |
| -------------- | ------------------------------------- | ---------------------------------- | ---------------------------------------- |
| Einzel SL4     | Leani Ratri Oktila                    | Khalimatus Sadiyah                 | Nursyazwani Shahrom                      |
| Einzel SL4     | Leani Ratri Oktila                    | Khalimatus Sadiyah                 | Nipada Saensupa                          |
| Einzel SU5     | Warining Rahayu                       | Noorrizah Rahim                    | Nisa Kaekhunnok                          |
| Einzel SU5     | Warining Rahayu                       | Noorrizah Rahim                    | Nor Fariha Kamarudin                     |
| Einzel WH2     | Amnouy Wetwithan                      | Sujirat Pookkham                   | Piyawan Thinjun                          |
| Doppel SL3–SU5 | Leani Ratri Oktila Khalimatus Sadiyah | Nipada Saensupa Chanida Srinavakul | Nabilah Ahmat Sharif Nursyazwani Shahrom |

### Mixed
| Disziplin | Gold                            | Silber                            | Bronze                                       |
| --------- | ------------------------------- | --------------------------------- | -------------------------------------------- |
| SL3–SU5   | Hary Susanto Leani Ratri Oktila | Fredy Setiawan Khalimatus Sadiyah | Chawarat Kittichokwattana Chanida Srinavakul |
| SL3–SU5   | Hary Susanto Leani Ratri Oktila | Fredy Setiawan Khalimatus Sadiyah | Siripong Teamarrom Nipada Saensupa           |